# US Open de 1987
O US Open de 1987 foi um torneio de tênis disputado nas quadras duras do USTA Billie Jean King National Tennis Center, no Flushing Meadows-Corona Park, no distrito do Queens, em Nova York, nos Estados Unidos, entre 1º a 14 de setembro. Corresponde à 20ª edição da era aberta e à 107ª de todos os tempos.

## Finais

### Profissional
| Categoria | Evento    | Campeã(s)(o/ões)                   | Vice-campeã(s)(o/ões)                | Resultado               | Chave(s)  | Chave(s)       |
| --------- | --------- | ---------------------------------- | ------------------------------------ | ----------------------- | --------- | -------------- |
| Simples   | Masculino | Ivan Lendl                         | Mats Wilander                        | 6–7, 6–0, 7–6, 6–4      | principal | qualificatório |
| Simples   | Feminino  | Martina Navrátilová                | Steffi Graf                          | 7–6, 6–1                | principal | qualificatório |
| Duplas    | Masculino | Stefan Edberg Anders Järryd        | Ken Flach Robert Seguso              | 7–6, 6–2, 4–6, 5–7, 7–6 | principal | principal      |
| Duplas    | Feminino  | Martina Navrátilová Pam Shriver    | Kathy Jordan Elizabeth Sayers Smylie | 5–7, 6–4, 6–2           | principal | principal      |
| Duplas    | Misto     | Martina Navrátilová Emilio Sánchez | Betsy Nagelsen Paul Annacone         | 6–4, 6–7, 7–6           | principal | principal      |

### Juvenil
| Categoria | Evento    | Campeã(s)(o/ões)               | Vice-campeã(s)(o/ões)     | Resultado     | Chave(s)  | Chave(s)       |
| --------- | --------- | ------------------------------ | ------------------------- | ------------- | --------- | -------------- |
| Simples   | Masculino | David Wheaton                  | Andrei Cherkasov          | 7–6, 6–0      | principal | qualificatório |
| Simples   | Feminino  | Natasha Zvereva                | Sandra Birch              | 6–0, 6–3      | principal | qualificatório |
| Duplas    | Masculino | Goran Ivanišević Diego Nargiso | Zeeshan Ali Brett Steven  | 3–6, 6–4, 6–3 | principal | principal      |
| Duplas    | Feminino  | Meredith McGrath Kimberly Po   | Kim Il-soon Wang Shi-ting | 6–4, 7–5      | principal | principal      |